# Tiaris fuliginosus
Tiaris fuliginosus là một loài chim trong họ Thraupidae.